# جورامي عملاق أحمر الذيل
جورامي عملاق أحمر الذيل (الاسم العلمي:Osphronemus laticlavius) (بالإنجليزية: Giant red tail gourami)‏ هي نوع من الأسماك يتبع جنس الجورامي من الفصيلة الجورامية.